# 두부두루치기
두부두루치기는 두부를 파와 함께 볶듯이 끓여 조려내는 충청도 지역의 향토 음식이다. 찌개와 볶음의 중간 종류라고 할 수 있다. 경상북도는 돼지고기를 주재료로 하고, 전라도의 두루치기는 쇠고기와 내장을 재료로 해서 만드는 반면에 충청도에서는 두부와 오징어를 주로 사용하여 두부 두루치기를 만들어 먹는다.

## 어원 유래
두루치기란 뜻은 '한 가지 물건을 여기저기 두루 쓰는 것'이나 “한 사람이 여러 방면에 능통함. 또는 그런 사람”이라는 뜻 즉 팔방미인이라는 의미를 가지고 있다. 따라서 두루치기 음식이란 두루두루 누구에게나 입맛에 맞는 음식이라는 뜻을 가져다는 설이 있다. 또 다른 설은 대전에 있는 '진로집'이라는 식당에서 유래했다는 설이다. 1969년에 시작한 이 식당에서는 손님들이 술안주로 만들어준 두부요리를 좋아해 주인에게 "두부를 맛있게 매쳐라, 두루 쳐 내와봐라"라고 주문하다가 이것이 '두부두루치기'로 변했다고 주장한다.

## 요리법
두부는 끓는 물에 데친 후 사방 5cm, 두께 1cm로 썰고, 돼지고기는 한입 크기로 썰어 청주, 후춧가루를 넣고 조물조물 버무려 재운다. 느타리 버섯은 밑동을 떼고 가닥가닥 찢고, 고구마와 당근은 1×4cm 크기 0.5cm 두께로 납작하게 썬다. 양파와 깻잎은 채 썰고, 대파는 어슷 썰고 풋고추와 홍고추는 어슷 썰어 씨를 제거한다.
뜨거운 물에 다시마를 넣고 우린 후 볼에 양념 재료와 다시마 물을 넣고 골고루 섞는다. 전골냄비에 고추기름 2큰술을 두르고 돼지고기를 볶다가 당근, 고구마, 양파, 느타리 버섯을 넣고 볶다가 양념 1/2분량을 넣고 어느 정도 끓인 후 두부, 대파, 홍고추, 풋고추를 올리고 나머지 양념장을 붓고 더 끓인다. 국물이 자작해지면 깻잎을 올리면 된다.

## 같이 보기
- 두부김치
- 두루치기
- 돼지고기두루치기